# 五塊厝慈聖宮
五塊厝慈聖宮，位於中華民國高雄市苓雅區次分區五塊厝林靖里內，主祀保生大帝的廟宇。該廟是臺灣保生信仰及歷史記載中，第一間舉行徒步晉香的保生大帝廟宇。

## 沿革
五塊厝慈聖宮前身為乞丐寮慈福宮創建記載於光緒二十四年（1898年），甚至更早，於愛河中游一帶（目前河濱國小附近）。

### 低厝仔時期(乞丐寮)
由光緒二十四年（1898年）記載起，當時初建草寮奉祀，因低厝仔(kē-tshù-á 閩南語)(俗稱乞丐寮)鄰進打狗港(高雄港)及打狗川(愛河)貿易往來頻繁，外來人口眾多，進而吸引許多百姓求職，拜貿易興隆及位處良地之賜，居住在低厝仔的百姓，人人皆有工作，且樂善好施，些許尋常人家更是好心收留，然而一體兩面的是，也造就許多羅漢腳及遊民聚集，當時唐榮磚窯場(中都唐榮磚窯廠)附近，常傳出有冤魂危害地方生靈，居民迎請保生大帝前往處理，並順利化解，且其預言都靈驗，因此聲名大噪、信眾亦多，尊稱「乞丐寮大道公」！因此居民感念在心，並在各方仕紳奔及信眾奔走下，籌建小廟，百般披荊斬棘，揮汗築成「乞丐寮慈福宮」!得名其俗諺：「儉腸捏肚 嘛噯儉過三月十五」此句最為當地百姓津津樂道!
乞丐寮慈福宮後期因馬關條約日軍犯臺，嚴禁臺灣百姓結黨集社，並視其全臺宗教場所為抗日據點，採取強烈手段，焚毀廟宇(乞丐寮慈福宮)，導致全廟付之一炬；因其神威遠播，當時信眾竟不約而同進廟搶救神明，神尊及信眾絲毫無傷，職此之故，數尊保生大帝及眾神開枝散葉，除開基保生大帝、天虎(虎爺)及令旗續奉於今慈聖宮內，迄今，多數開基神尊仍不知去向。
備註：因當地矮房眾多，正名為「低厝仔」(kē-tshù-á 閩南語)並非俗稱的「乞丐寮」，卻因政府見外來人口及遊民聚集此地而錯誤宣傳。

### 五塊厝時期
大正9年間（1920年），進行市區改正計畫，低厝仔部分居民遷移至五塊厝，並迎請保生大帝令旗輪流供奉，後由謝氏家族奉祀至今；大正12年（1923年）成立五塊厝慈聖宮，信徒至祖廟臺南學甲慈濟宮迎請保生二大帝前來安座奉祀；昭和12年（1937年）起至昭和20年（1945年）止日本在臺推行皇民化政策，在這期間全臺不得祭拜神明，甚致毀廟!然而慈聖宮於大正12年（1923年）初期時搭建草寮奉祀，中期更造日式平房，後期因平房倒塌，隔壁虔誠林姓人家鑿壁通道，提供自家小洞出入讓信眾克難參拜，神奇的是，慈聖宮在此期間竟安然無恙，更為嘖嘖稱奇、不可思議!也因皇民化運動及欣逢臺灣光復，導致整整五十七年內，歷史眾說紛紜，確切史蹟不可考。
民國69年（1980年）地方仕紳籌措及信眾集資重建整修(建廟)，於今日容貌，民國70年（1981年）慶成入火安座大典。

### 重要年度
- 光緒二十四年（1898年）初建草寮創建，後期感念神威籌建小廟，當地人稱為「矮厝仔慈福宮」，俗稱「乞丐寮慈福宮」。
- 日大正9年（1920年）當地部分居民遷移至五塊厝後輪祀。
- 日大正12年（1923年）於五塊厝現址成立慈聖宮 信徒至祖廟臺南學甲慈濟宮迎請保生二大帝前來安座奉祀。
- 日昭和12年(1937年)~昭和20年(1945年)推行皇民化運動，因其神蹟及過程史蹟不可考，僅知安然度過此期。
- 日大正12年（1923年）~民國69年（1980年）此段年間，初期搭建草寮，中期造日式平房，後期因平房倒塌，隔壁林姓人家鑿壁通道，由林家出入克難參拜(此段年間難考) 。
- 民國69年（1980年）重修建廟。
- 民國70年（1981年）慶成入火安座大典。
- 民國100年（2011年）欣逢中華民國建國百年，再續紀元香路，徒步晉香。[1]
- 民國108年初（2019年）廟顶廟埕天災損害(防水及內部整修工程進行中)

## 奉祀神祇
- 主祀 保生大帝(大道公祖)
- 配祀 謝府元帥
- 配祀 中壇元帥
- 配祀 天虎大將軍(虎爺)

龍邊(進廟門右側)
- 配祀 註生娘娘 │配祀 觀音佛祖 │配祀 清水祖師 │配祀 蕭府太傅 │配祀 廣澤尊王

虎邊(進廟門左側)
- 配祀 福德正神 │配祀 玉皇四殿下

下壇
- 配祀 黑虎大將軍(虎爺)

## 徒步晉香

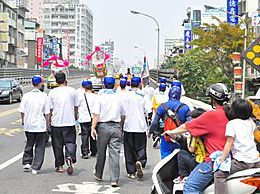
此照確切年代已不可考，應為大順陸橋(已不復在)

根據臺灣宗教史料，五塊厝慈聖宮為常態性保生大帝徒步晉香團，無固定路線，並是首間以兩頂四人籐轎(似府城大駕)步行至祖廟臺南學甲慈濟宮，全程(去回)約達兩百五十公里。

### 徒步晉香緣起
光緒時期，高雄往來學甲依靠牛車居多，因此信眾必須乘坐牛車或徒步前往祖廟謁祖晉香，就此開啟紀元香路。
日大正9年（1920年）低厝仔居民陸續請神遷移至五塊厝定居輪祀；民國69年（1980年）現址重修建廟，日時期因實施臺灣地籍規則，但界定不明，導致五塊厝慈聖宮於臺灣光復後，建於國有地之上而渾然不知；民國40年（1951年）政府實施公地放領，當時因民風純樸，法學觀念尚未普及，因此未辦理相關手續，後導致歷屆高雄市政府所屬財政局追討數十年租金及購地費用，並委託法律事務所提告追討，然而區區小廟定無力負擔近一甲子龐大租金及購地費用，唯恐政府拆廟還地；因緣際會下，由地方仕紳偕同五塊厝慈聖宮管理委員會一同開庭協調，財政局允諾從寬認定分期繳納，至今仍維持這恐怖平衡。
民國100年（2011年）前，一位林姓地方仕紳連續一個月夢見廟內空蕩，眾神消失無蹤，深知恐與土地官司有關，為求慎重便向保生大帝擲筊請示，擲出數十聖筊，大為訝異，突靈光一閃請示大道公，要不要徒步晉香？凌空一擲，聖筊落地!正所謂「給魚給竿，不如給神釣竿」，更毅然決然恢復常態性的徒步晉香，後欣逢中華民國建國百年，於當年再續紀元香路!

### 晉香紀事
每年徒步晉香神尊
- 保生大帝
- 謝府元帥
- 天虎大將軍

曾隨徒步晉香神尊及重要事紀
- 民國100年(2011年) 因夢指示，建國百年徒步晉香，踏尋百年古香路(紀元香路)
- 民國104年(2015年) 謝府元帥陪同保生大帝徒步晉香，亦是全台首次以兩頂四人籐轎，步行來回近三百公里
- 民國104年(2015年) 玉皇四殿下隨同徒步晉香，並前往開基玉皇宮覲朝
- 民國109年(2020年) 因全球COVID-19肆虐，因祖廟學甲慈濟宮停辦上白礁祭典(學甲上白礁暨刈香)，請示保生大帝擲無筊而停走一年，以手請方式晉香，象徵思源之心不可忘
- 民國110年(2021年) 請示保生大帝並擲筊，三金筊落地在在，回祖廟學甲慈濟宮徒步謁祖晉香
- 民國111年(2022年) 4月11日早上，錦繡角田龍館廟埕發生蜈蚣陣扛工不足！當時，保生大帝於上白礁路途，突香腳有感籐轎發輦，數度停滯不前，偶有力度往後，而回祖廟安座，全體香腳齊心協力支援蜈蚣陣，而順利扛起出發！
- 民國112年(2023年) 池府千歲乘謝府元帥之籐轎，隨同徒步晉香

### 徒步日程
非常特別的是，為配合祖廟學甲慈濟宮上白礁祭典(學甲上白礁暨刈香)每年日程基本不變，但徒步晉香天數依當天神意為準。
- 農曆3月6日 子時 放頭旗
- 農曆3月7日 午時 犒軍
- 農曆3月8日 辰時(上午八點十七分)請神登轎 出發
- 農曆3月10日 到達祖廟學甲慈濟宮
- 農曆3月11日 參與祖廟學甲慈濟宮上白礁祭祖遶境大典
- 農曆3月12日 請火回駕
- 農曆3月14日 本宮安座 合爐大吉
- 農曆3月15日 恭祝保生大帝聖誕千秋 交誼境祝壽、泡茶

曾有年因保生大帝及謝府元帥回程抵達高雄時，神轎發輦，而提前一天回宮安座。

## 徒步晉香特色
- 跪轎：隨香腳徒步抵達學甲時，已過中午，正欣逢祖廟學甲慈濟宮固定於農曆三月十日恭請開基保生大帝及謝府元帥，以輦宮方式出巡學甲仁得角、三塊厝、二港仔、溪仔墘與縣內角等庄頭；此時，遶境隊伍恰巧於回駕路上；因此，五塊厝慈聖宮保生大帝及謝府元帥便會在學甲不定點歇駕，待與祖廟回駕隊伍相遇時，慈聖宮兩頂大轎會有其劇烈反應（發輦），並以飛快速度衝向祖廟輦宮，轎擔在難以解釋壓力下，壓著徒步的隨香腳單膝跪地，一路恭迎祖廟神尊回宮安座；祖廟神尊安座後，慈聖宮保生大帝與謝府元帥兩頂大轎，以虔誠的跪禮，從廟外一路跪入大殿謁祖晉香，象徵【飲水思源】及【兒子見到父親的尊敬之情】富含著教育意義，並為學甲上白礁暨刈香必看之一，此舉宗教界視為行大禮，在眾多宗教活動中，認定五塊厝慈聖宮徒步晉香跪轎大禮為重要禮俗，也是首見！ （页面存档备份，存于）

## 神蹟軼事
- 2019年佳里事件
- 2024年茄萣正順北路事件
- 2024年虎爺腳印事件

## 管理組織
- 五塊厝慈聖宮管理委員會

### 附屬組織
- 保安會館
- 曉皇會館
- 五塊厝慈聖宮轎班團
- 五塊厝普渡公會

## 五塊厝普渡公會

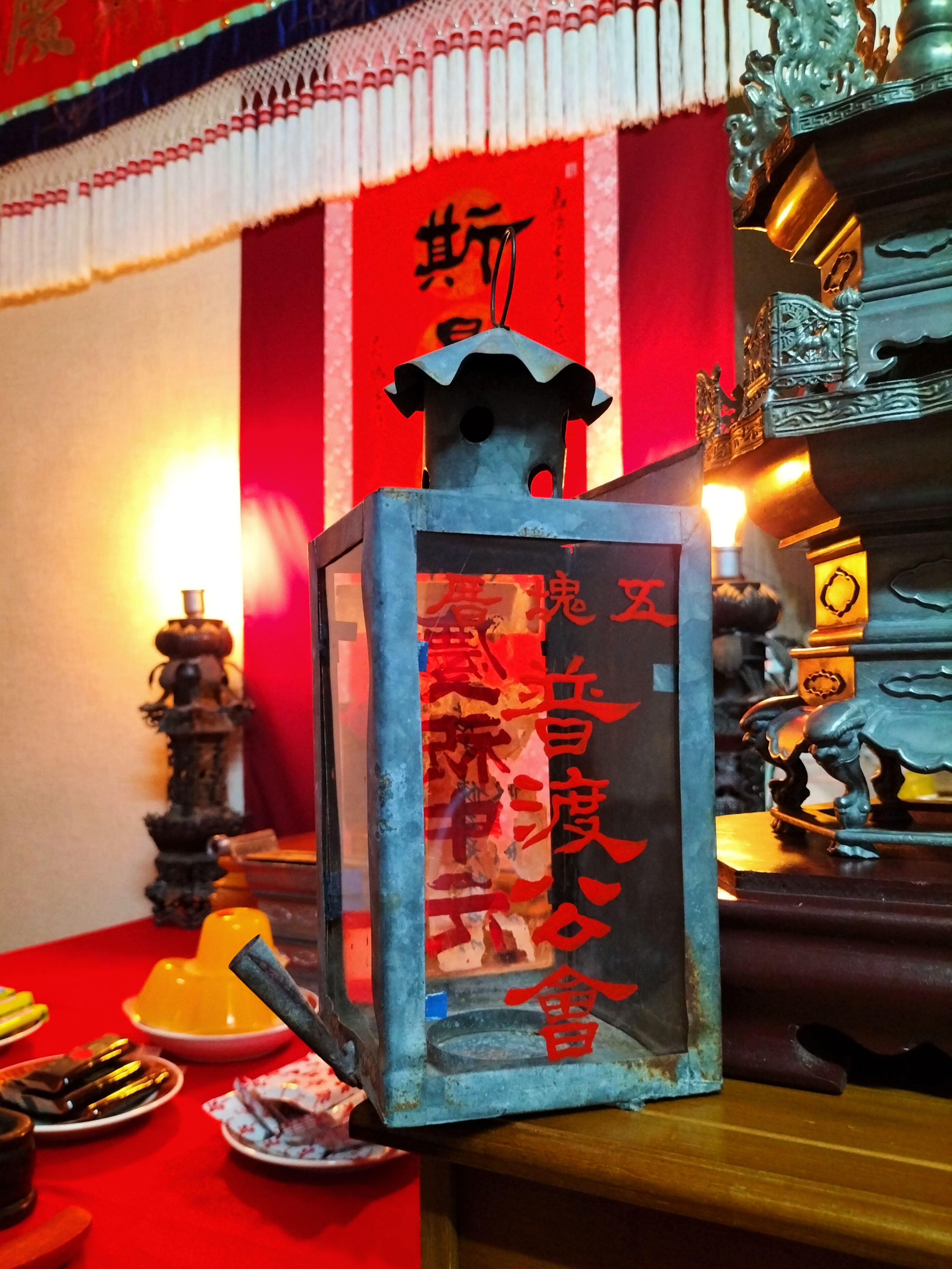
從底座放置蠟燭作為光源，形成普照幽夜、放光萬千！(現由輪值爐主保管)

民國70年（1981年）間，商號、大家樂等興起，在眾神庇佑下，廟前喧囂已然常態，原屈指可數的在地攤商，活絡起庄內生機，攤販逐漸結市、星羅棋佈，形成商展(夜市)；因此，亦有農曆七月普渡所需，順勢成立【五塊厝普渡公會】，後因四維一路車水馬龍、熙來攘往，便集體移往三信家商後方，即是明德街夜市。
每年農曆七月，廟前攤商相揪普渡，俗話說：團結就是力量，進而衍生出【五塊厝普渡公會】，論其組織力量十分強大、分工細膩，不再是十幾人規模，許多頭家人投入其中 ，處理千絲萬縷！每每謝壇前的爐主、副爐主及頭家擲選，更是盛況空前，為人津津樂道！箇中之因，為三界公、普渡公總是庇佑眾鋪戶，賺錢宛如喝水般容易，傳為地方軼事。
然而，四維一路隨著交通規劃，成為重要幹道，攤販不得不遷移至明德街，亦是現今三信家商後方，成為頗具盛名的商展！物換星移下，外地攤商加入，其組成漸漸轉變，加上明德街住商林立、生活型態轉變，致使場地及贊普尋覓不易，故將【五塊厝普渡公會】香爐及普渡公燈恭請至慈聖宮，並合辦普渡至今，延續其傳奇故事！

### 歷史文物
- 燭式普渡公燈：由蠟燭作為光源，用以普照幽夜、放光萬千！早期，用電不普遍，但每夜的蠟燭更是筆開銷，仰賴眾舖戶寄付，故側邊【慶祝中元】玻璃面，貼有敬献紅紙，以示感謝、運途光明！其提把下的空洞便是排煙設計，雖是小小的燭燈，卻是大大的歷史見證。

## 建築特色
- 街屋式建築

該廟色為夾在兩戶民房之間，並無自建牆壁，此工法亦象徵信仰堅定、深得居民認同，得願無償提供自家壁面，進行廟宇建築；格局麻雀雖小，卻也五臟俱全，是高雄為數不多的建造方式。

## 景觀美食及交通

### 觀光名勝
- 衛武營國家藝術文化中心
- 高雄市文化中心
- 國立高雄師範大學
- 澄清湖
- 林靖公園
- 陳中和古蹟公園
- 福信篸藥行
- 安生藥行
- 中正技擊館
- 中正運動場
- 室內籃球場(高雄市立青少年籃球場)

### 在地美食
- 愛樂蔬食飲
- 愛嬌姨臭豆腐
- 進福冷飲豆花
- 陳Q黑砂糖剉冰(武廟店)
- 有福記麻糬
- 安伯紅豆餅(挽煎餅)
- 卡好吃檳榔

### 交通
- 廟址：高雄市苓雅區林靖里四維一路115號
- 高雄捷運橘線O8五塊厝站4號出口，出站左轉(往公園方向)步行福德三路直行(約9分鐘)，右轉四維一路抵達(約1分鐘)。
- 高雄環狀輕軌C33衛生局站下車步行往四維一路方向左轉(約1分鐘)，直行四維一路抵達(約2分鐘)。
- 高雄市公車0南(四維一路口站) 0北(四維一路口站) 81(福東國小站)。
- 中山高速公路國道一號行駛至中正交流道下中正一路，往高雄市區方向後(約1分鐘)，即左轉輔仁路直行(約1分鐘)，右轉四維一路直行抵達(約3分鐘)。

## 官方網站及有關網站
- 高市五塊厝慈聖宮官方facebook（页面存档备份，存于）
- 五塊厝慈聖宮徒步晉香「佳里粉絲團」facebook
- 五塊厝廟會討論區（页面存档备份，存于）

## 文獻記錄
1. ↑  .   [2019-08-03]. （原始内容存档于2019-08-03）.